# گوتوو (استان لهستان بزرگ‌تر)
گوتوو (به لاتین: Gutów) یک روستا در لهستان است که در گمینا اوستروف ویلکوپولسکی واقع شده‌است. گوتوو ۳۰۰ نفر جمعیت دارد.